# The Big O
The Big O (THE ビッグオー) là loạt gồm 2 bộ anime do Sato Keiichi thực hiện và Katayama Kazuyoshi làm đạo diễn, cốt truyên được viết bởi Chiaki J. Konaka tại hãng Sunrise. Bộ anime đã phát sóng trên các kênh tại Nhật Bản từ ngày 13 tháng 10 năm 1999 đến ngày 19 tháng 1 năm 2000, bộ anime thứ hai đã phát sóng từ ngày 02 tháng 1 đến ngày 23 tháng 3 năm 2003, mỗi bộ gồm 13 tập. Bộ phim liên tưởng đến Nhật Bản và phương Tây trong những năm 1960 - 1970 với phong cách trinh thám kết hợp mecha khá giống với thể loại phim kaiju của hãng Toho.
Lấy bối cảnh 40 năm sau một sự kiện bí ẩn khiến toàn bộ cư dân của một thành phố mất hết ký ức của mình. Cốt truyện xoay quanh Roger Smith nhà ngoại giao cao nhất của thành phố cũng như là người bảo vệ thành phố này với việc điều khiển một người máy khổng lồ có tên Big O chống lại các mối hiểm họa mà cảnh sát của thành phố không chống lại được, thường là các người máy khổng lồ khác. Roger ban đầu có một quản gia tên Norman Burg giúp đỡ sau đó có thêm một nữ người máy có tên Dorothy Wayneright cả hai giúp anh rất nhiều trong công việc.
Bộ anime đã được chuyển thể sang các loại hình truyền thông khác như manga, drama CD... Một loạt manga đã được thực hiện và phát hành ba tháng trước khi việc phát sóng bộ anime được thực hiện. Một loạt manga khác cũng được thực hiện cho bộ anime thứ hai. Cũng như dòng đồ chơi mới đã được phát triển dựa trên bộ anime.

## Tổng quan

### Nhân vật
Roger Smith (ロジャー・スミス)
Lồng tiếng bởi: Miyamoto Mitsuru
Griffon (グリフォン)
R. Dorothy Wayneright (R・ドロシー・ウェインライト)
Lồng tiếng bởi: Yajima Akiko
Norman Burg (ノーマン・バーグ)
Lồng tiếng bởi: Kiyokawa Motomu
Dan Dastun (ダン・ダストン)
Lồng tiếng bởi: Genda Tesshō
Angel (エンジェル)
Lồng tiếng bởi: Shinohara Emiko
Big Ears (ビッグイヤー)
Lồng tiếng bởi: Tsuji Shinpachi
Alex Rosewater (アレックス・ローズウォーター)
Lồng tiếng bởi: Ishizuka Unshō
Gordon Rosewater (ゴードン・ローズウォーター)
Lồng tiếng bởi: Naya Gorō
Schwalzwald (シュバルツバルト) / Michael Seebach (マイクル・ゼーバッハ)
Lồng tiếng bởi: Hori Katsunosuke
Jason Beck (ジェイソン・ベック)
Lồng tiếng bởi: Ōtsuka Hōchū
Dove (ダヴ)
Lồng tiếng bởi: Senda Mitsuo
T-bone (T・ボーン)
Lồng tiếng bởi: Sonobe Keiichi
Alan Gabriel (アラン・ゲイブリエル)
Lồng tiếng bởi: Futamata Issei
Vela Ronstadt (ヴェラ・ロンシュタット)
Lồng tiếng bởi: Sayuri
Dale (デイル)
Timothy Wayneright (ティモシー・ウェインライト)
Lồng tiếng bởi: Ishimori Takkō

## Phát triển
Việ thực hiện bộ anime này được tiến hành từ năm 1996. Sato Keiichi đã đưa ra khái niệm của anime là: Một người máy khổng lồ trong thành phố, được điều khiển bởi một người mặc đồ đen và quan cảnh giống như giống như thành phố viễn tưởng Gotham. Sau đó ông đã gặp gỡ với Katayama Kazuyoshi, người vừa hoàn tất việc chỉ đạo thực hiện bộ anime Elves wo karu mono-tachi và bắt đầu làm việc trên bản vẽ và thiết kế nhân vật. Nhưng khi mọi việc "bắt đầu nhúc nhích" thì Katayama lại dừng công việc lại. Trong khi đó Sato thì lại đang bận với việc thực hiện City Hunter.
Sato cũng thừa nhận tất cả bắt đầu như "Một chiêu để quảng cáo cho một món đồ chơi" nhưng người đại diện Bandai Hobby Division thì không thấy thế. Mặc dù việc phân phối và kinh doanh là do Bandai Visual đảm nhiệm nhưng Sunrise lại yêu cầu hãng phải có nhiều biện pháp đề phòng hơn với việc thiết kế nhiều người máy hơn để đảm bảo doanh số bán hàng tiềm năng. Với việc thiết kế hoàn tất năm 1999, Chiaki J. Konaka đã được bổ nhiệm làm người viết kịch bản chính. Konaka đã đưa ra ý tưởng về một "Thành phố không có ký ức" và từ đó ông cùng các cộng sự của mình phát triển kịch bản cho 26 tập.

### Thiết kế
Phong cách được chọn để làm phim là noir một phong cách hình thành và phổ biến từ thời kỳ Đại khủng hoảng với nhiều phim có chủ đề trinh thám và tội phạm. Ánh sáng nhợt nhạt là điểm nhấn chính của thể loại noir vì thế bộ anime sử dụng các mảng tối lớn để tương phản với vùng rất sáng. Thể loại noir còn được biết đến với những góc quay rất độc đáo nó sử dụng góc độ làm cho nhân vật trông rất cao với góc quay đưới từ mặt đất nhìn lên cũng như các hình ảnh phản chiếu từ các vật thể.
Thiết kế nhân vật thì chịu ảnh hưởng từ các minh họa nhân vật trong các tiểu thuyết khoa học viễn tưởng. Nhân vật chính Roger Smith được thiết kế theo hình ảnh của Chandler Philip Marlowe hoặc Sam Spade Hammett. Với tính cách là khôn ngoan và hoài nghi, một cảnh sát bị vỡ mộng và quay sang làm người đàm phán dù công việc của anh gần giống với một thám tử hơn là ngoại giao. Big Ear là người cung cấp thông tin cho Roger còn Dan Dastun là bạn của anh trong lực lượng cảnh sát của thành phố. Tên du côn tâm thần Beck bị ảo tưởng về sự vĩ đại của mình trong khi Angel là hình mẫu của người phụ nữ quyến rũ. Ngoài ra còn có các nhân vật phụ khác như các cảnh sát biến chất, các doanh nhân hối lộ và tham nhũng cùng các nhà khoa học loạn trí.
Các nhân vật trong thể loại noir thường nói chuyện trong nghĩa rất rộng các lời nói thường có hai ám chỉ khác nhau. Các lời thoại trong anime được thực hiện sao cho dí dỏm, có ý nghĩa châm biếm và hài hước nhưng đơn giản. Cốt truyện được thể hiện thông qua lời thuật của Roger là một trong các đặc điểm của thể loại noir để đặt người xem trong tâm trí của nhân vật chính có thể trải nghiệm cảm giác lo lắng của nhân vật và tạo ra sự đồng cảm với nhân vật.
Quang cảnh thành phố giả tưởng Paradigm rất thích hợp với thể loại noir. Những tòa nhà cao tầng và những kiến trúc vòm khổng lồ tạo ra các cảm giác không thể nào thoát ra và sợ hãi tột độ. Cảnh quan nông thôn tại trang trại Ailesberry thì tương phản với mô hình thành phố. Khi bộ anime đã được đánh giá cao bởi thiết lập của mình thì âm nhạc của phim không có chút thể loại noir nào nhưng có một số bản nhạc jazz có thể nghe ở các hộp đêm. Một bản saxophone duy nhất thì được xướng lên mỗi khi Roger bắt đầu tường thuật tổng kết diễn biến cốt truyện.
Không ký ức là chủ đề thường thấy của noir. Bởi hầu hết những câu chuyện tập trung vào việc nhân vật đang cố minh sự vô tội của mình và tác giả cho họ mất luôn trí nhớ để họ không thể tự chứng minh sự vô tội kể cả với chính mình. The Big O thì đi xa hơn với việc cho cả thành phố mất đi ký ức. Quá khứ phức tạp của thành phố dần dần được mở ra thông qua các đoạn hồi tưởng. Trong hầu hết các tác phẩm noir thì quá khứ là thứ hữu hình và đầy đe dọa. Các nhân vật thường cố gắng để thoát khỏi các ám ảnh tâm lý hay tội ác liên quan đến các sự kiện nhưng việc đối mặt với chính nó mới là chìa khóa cho sự giải thoát.

### Chịu ảnh hưởng
Trước khi thực hiện The Big O thì Sunrise cũng đã tham gia cùng Warner Bros. Animation để thực hiện bộ phim hoạt hình Batman: The Animated Series vì thế nó có ảnh hưởng nhất định với bộ anime này.
Roger Smith là một mô phỏng của tính cách của Bruce Wayne và Batman. hiết kế nhân vật tương tự như Wayne với mái tóc chải chuốt và luôn mặc trang phục kinh doanh. Như Bruce, Roger tự hào mình là một tay chơi giàu có đến mức cho phép quản gia để phụ nữ vào dinh thự của mình mà không cần sự đồng ý. Cũng như Batman, Roger Smith có một ý tưởng là không mang súng nhưng linh hoạt hơn dù vậy nó không có động cơ cá nhân giống Batman mà chỉ là ý tưởng của Roger về quy tắc "Đó là một phần của quý ông lịch sự.". Các "công cụ" của Roger khá giống Batman với một chiếc xe công nghệ cao, một đồng hồ đa năng... chỉ khác cái là anh có thêm một người máy khổng lồ.
Một nguồn ảnh hưởng mạnh khác đến tác phẩm là loạt manga Giant Robo do Yokoyama Mitsuteru thực hiện. Trước khi thực hiện The Big O thì Katayama Kazuyoshi cùng những nhân viên khác đã từng làm việc với Imagawa Yasuhiro để thực hiện bộ anime Giant Robo: Chikyū ga Seishi Suru hi. Một anime cókinh phí thực hiện cao nhưng doanh thu khá ít. Rút kinh nghiệm đáng thất vọng đó, Katayama và các nhân viên của ông đặt tất cả nỗ lực của họ vào để làm "tốt hơn" với The Big O.
Giống như Giant Robo các người máy khổng lồ được thiết kế rất lạ và "Cơ bắp nhiều hơn thực dụng" với hai cánh tay lớn cùng các đinh tán lộ rõ ra ngoài. Không giống như những người máy khổng lồ trong các loạt mecha khác, các người máy không có tốc độ của một ninja hay bề ngoài đẹp mẽ. Thay vào đó người máy được trang bị các loại vũ khí "Đời cũ" như tên lửa, búa đấm, súng máy và pháo laser.

## Truyền thông

### Anime
Anime chia thành hai bộ đã phát sóng làm hai đợt trên các kênh tại Nhật Bản từ ngày 13 tháng 10 năm 1999 đến ngày 19 tháng 1 năm 2000, bộ anime thứ hai đã phát sóng từ ngày 02 tháng 1 đến ngày 23 tháng 3 năm 2003, mỗi bộ gồm 13 tập. WOWOW phát sóng bộ anime thứ nhất, Sun TV phát sóng bộ anime thứ hai sau đó phát lại cả hai cùng các kênh khác là Animax và Bandai Channel. Bandai Entertainment giữ bản quyền phiên bản tiếng Anh của bộ anime để tiến hành phân phối tại thị trường Bắc Mỹ sau đó chuyển cho Sentai Filmworks, Madman Entertainment đăng ký tại Úc, Beez Entertainment đăng ký tại Anh và Pháp còn Dybex đăng ký tại Hà Lan.

### Manga
Để quảng bá cho bộ anime và hình thành một thương hiệu riêng Sunrise đã đề nghị chuyển thể manga và Ariga Hitoshi đã đảm nhận việc thực hiện. Các loạt manga có các điểm khác biệt và mở rộng so với các bộ anime vì chúng kết thúc chậm hơn.
Loạt manga đầu có tựa giống như bộ anime đã phát hành trên tạp chí Magazine Z của Kodansha từ tháng 7 năm 1999 tức ba tháng trước khi bộ anime phát sóng đến tháng 10 năm 2001. Các chương sau đó đã được tập hợp lại và phát hành thành 6 tankōbon.
Loạt manga thứ hai được thực hiện để quảng bá cho bộ anime thứ hai có tựa The Big O: Lost Memory đã được thực hiện và cũng đăng trên Magazine Z của Kodansha từ tháng 11 năm 2002 đến tháng 9 năm 2003. Các chương sau đó được tập hợp lại và hành thành 2 tankōbon.

### Drama CD
Một drama CD có tên The Big O Original CD Drama Theater - Walking Together On The Yellow Brick Road do Victor Entertainment thực hiện và cốt truyện được viết bởi Chiaki J. Konaka và phát hành vào ngày 21 tháng 9 năm 2000. Các nhân vật tham gia trong drama này là Roger, Dorothy, Norman, Angel và Dasuton. Thời điểm trong cốt truyện là sau khi kết thúc bộ anime thứ nhất trong khoảng thời gian không được biết tới, các diễn biến chính diễn ra trong phòng khách tại biệt thự của Roger sau khi anh phát hiện Big O đã mất tích một cách bí ẩn.

### Sách
Một chuyển thể tiểu thuyết có tên The Big O: Paradigm Noise (THE ビッグオー パラダイム・ノイズ) do Taniguchi Yuki thực hiện đã được Tokuma Shoten phát hành vào ngày 16 tháng 7 năm 2003.
Một sách hướng dẫn có tên The Big O: Official Guide (THE ビッグオー オフィシャルガイド) đã được  Futabasha phát hành ngày 15 tháng 7 năm 2003. Cuốn sách chứa nhiều hình ảnh màu, thông tin về nhân vật cùng các khái niệm nghệ thuật, bản phác thảo các người máy, lịch sử thực hiện The Big O với các buổi phỏng vấn nhóm làm phim cũng như so sánh sự khác nhau giữa anime và manga.

### Âm nhạc
Âm nhạc của The Big O được thực hiện bởi Sahashi Toshihiko cựu sinh viên của Đại học Nghệ thuật Tokyo. Tác phẩm của ông là đa dạng về thể loại giao hưởng và cổ điển với một số phần đào sâu vào nhạc điện tử và jazz. Ông được chọn vì "Có kến thức đáng nể về âm nhạc của phim truyền hình nước ngoài". Nhạc nền của phim được thực hiện theo phong cách noir, điệp viên và khoa học viễn tưởng. Phần âm nhạc cho các trận chiến gợi nhớ đến các tác phẩm của Ifukube Akira người từng tham gia thực hiện phim Godzilla.
Bộ anime có bốn vài hát chủ đề, ba mở đầu và một kết thúc. Bài hát mở đầu thứ nhất có tựa Stoning do Sahashi Toshihiko trình bày dùng trong tập 1,2 và 14. Bài hát mở đầu thứ hai có tựa đề Big-O! do Nagai Rui trình bày dùng từ tập 3 đến 13. Bài hát mở đầu thứ ba là bài Respect do Sahashi Toshihiko trình bày dùng cho các tập của bộ anime thứ hai. Bài hát kết thúc là bài And Forever... do Robbie Danzie và Takao Naoki trình bày dùng trong tất cả các tập của cả hai bộ anime. Album chứa các bản nhạc trong bộ anime thứ nhất đã phát hành vào ngày 20 tháng 11 năm 1999, album này chứa cả các bài Stoning, Big-O! và And Forever....  Đĩa đơn chứa bài Respect phát hành vào ngày 03 tháng 1 năm 2003. Album chứa các bản nhạc trong bộ anime thứ hai phát hành vào ngày 22 tháng 1 năm 2003.
| THE BIG-O ORIGINAL SOUND SCORE | THE BIG-O ORIGINAL SOUND SCORE | THE BIG-O ORIGINAL SOUND SCORE |
| STT                            | Nhan đề                        | Thời lượng                     |
| ------------------------------ | ------------------------------ | ------------------------------ |
| 1.                             | "STONING"                      | 1:44                           |
| 2.                             | "BIG-O! TV EDIT"               | 1:14                           |
| 3.                             | "STAND A CHANCE"               | 2:11                           |
| 4.                             | "NAME OF GOD"                  | 1:48                           |
| 5.                             | "THE STORM"                    | 1:22                           |
| 6.                             | "SPIRIT"                       | 1:44                           |
| 7.                             | "SERVANT"                      | 1:22                           |
| 8.                             | "APOLOGIZE"                    | 2:05                           |
| 9.                             | "APPAREL"                      | 1:16                           |
| 10.                            | "THE GREAT"                    | 1:48                           |
| 11.                            | "APOSTLE"                      | 2:28                           |
| 12.                            | "FALSE"                        | 1:28                           |
| 13.                            | "SLEEP MY DEAR"                | 2:17                           |
| 14.                            | "SURE PROMISE"                 | 2:00                           |
| 15.                            | "TOUCH"                        | 1:19                           |
| 16.                            | "WEEP FOR"                     | 1:27                           |
| 17.                            | "NATURE"                       | 1:43                           |
| 18.                            | "THE WORDS"                    | 1:34                           |
| 19.                            | "RUN DOWN"                     | 0:41                           |
| 20.                            | "TEARS"                        | 1:18                           |
| 21.                            | "THE PROCESS"                  | 1:11                           |
| 22.                            | "SIN"                          | 1:34                           |
| 23.                            | "A VISION"                     | 1:19                           |
| 24.                            | "PROCRASTINATION"              | 1:04                           |
| 25.                            | "FREEDOM"                      | 1:43                           |
| 26.                            | "THE HOLY"                     | 2:12                           |
| 27.                            | "EVOLUTION"                    | 1:25                           |
| 28.                            | "ETERNAL LIFE"                 | 0:48                           |
| 29.                            | "AND FOREVER... TV EDIT"       | 1:27                           |
| Tổng thời lượng:               | Tổng thời lượng:               | 45:32                          |

| THE BIG-O! ORIGINAL SOUND SCORE II for second season | THE BIG-O! ORIGINAL SOUND SCORE II for second season | THE BIG-O! ORIGINAL SOUND SCORE II for second season |
| STT                                                  | Nhan đề                                              | Thời lượng                                           |
| ---------------------------------------------------- | ---------------------------------------------------- | ---------------------------------------------------- |
| 1.                                                   | "SURE PROMISE ~ UNION SQ"                            | 1:59                                                 |
| 2.                                                   | "BRICK BALLADES ~ HOUSTON ST"                        | 2:28                                                 |
| 3.                                                   | "RESPECT ~ UPPER WEST SIDE"                          | 2:25                                                 |
| 4.                                                   | "APOLOGIZE ~ BLEECKER ST"                            | 1:57                                                 |
| 5.                                                   | "PAINFUL DREAM"                                      | 1:42                                                 |
| 6.                                                   | "RESPECT ~ LOWER EAST SIDE"                          | 1:47                                                 |
| 7.                                                   | "DISTANCE"                                           | 2:09                                                 |
| 8.                                                   | "SOLITUDE"                                           | 1:53                                                 |
| 9.                                                   | "DREADFUL"                                           | 1:56                                                 |
| 10.                                                  | "BEFORE DAWN"                                        | 1:45                                                 |
| 11.                                                  | "PRAYER ~ 50TH ST"                                   | 2:14                                                 |
| 12.                                                  | "TOKEN"                                              | 1:00                                                 |
| 13.                                                  | "DIVINE"                                             | 2:14                                                 |
| 14.                                                  | "CHAIN"                                              | 2:39                                                 |
| 15.                                                  | "PAINFUL DREAM ~ SPRING ST"                          | 1:41                                                 |
| 16.                                                  | "PRAYER ~ 14TH ST"                                   | 2:13                                                 |
| 17.                                                  | "CENTENARY"                                          | 1:10                                                 |
| 18.                                                  | "PERVERSE"                                           | 1:08                                                 |
| 19.                                                  | "OBFUSCATE"                                          | 1:28                                                 |
| 20.                                                  | "PRAYER ~ WTC ST"                                    | 2:14                                                 |
| 21.                                                  | "FLAG"                                               | 1:54                                                 |
| 22.                                                  | "AND FOREVER ~ GRAND CENTRAL"                        | 1:42                                                 |
| 23.                                                  | "LEGEND OF FIRST MEMORY"                             | 5:31                                                 |
| Tổng thời lượng:                                     | Tổng thời lượng:                                     | 47:09                                                |

| RESPECT          | RESPECT                              | RESPECT    |
| STT              | Nhan đề                              | Thời lượng |
| ---------------- | ------------------------------------ | ---------- |
| 1.               | "RESPECT"                            | 1:07       |
| 2.               | "BIG-O!"                             | 3:12       |
| 3.               | "and FOREVER..."                     | 3:47       |
| 4.               | "BIG-O! (KARAOKE VER.)"              | 3:12       |
| 5.               | "and FOREVER... (INSTRUMENTAL VER.)" | 3:47       |
| 6.               | "BIG-O! (SHOWTIME VER.)"             | 1:15       |
| 7.               | "and FOREVER... (TV-EDIT)"           | 1:30       |
| 8.               | "BIG-O!! (TV-EDIT)"                  | 1:07       |
| Tổng thời lượng: | Tổng thời lượng:                     | 18:57      |

### Đồ chơi
Bandai đã tung ra thị trường bộ ráp mô hình nhỏ của Big O vào năm 2000. Mặc dù dễ dàng ráp lại nhưng mô hình này đòi hỏi phải được sơn lại theo ý thích của người ráp. Ngoài ra cánh tay của mô hình có lò xo để mô tả vũ khí búa đấm của người máy. Tượng nhỏ của Roger Smith cũng đã được phát hành.
PVC đã làm các bức tượng nhỏ của Big O và Big Duo và Bandai America lo phần tiêu thụ. Mỗi bức tượng này đi kèm với tượng của Roger, Dorothy và Angel. Một bộ các bức tượng nhỏ đã được tung ra thị trường khi bộ anime thứ hai được phát sóng. Bộ này bao gồm các nhân vật Big O, Roger, Dorothy & Norman, Griffon, Dorothy-1, Schwarzwald và Big Duo.
Bandai cũng đã sản xuất một dòng mô hình nhựa của Big O vào năm 2009. Nó giống như bộ ráp mô hình trước đó nhưng thêm các chi tiết và vật dụng khác nhau. Thiết kế của nó đã được giám sát chặt chẽ sao cho giống với thiết kế ban đầu của Sato Keiichi.
Max Factory đã phát hành các mô hình động của Roger và Dorothy thông qua chi nhánh Figma. Và giống như hầu hết các mô hình động figma khác các mô hình này rất chi tiết với nhiều khớp nối cùng các linh kiện và vẻ mặt khác nhau. Thiết kế của các mô hình này cũng được giám sát chặt chẽ sao cho giống với thiết kế ban đầu của Sato Keiichi. Max Factory cũng tung ra thị trường mô hình nhựa của Big Duo và Big Fau, mặc dù cũng rất chi tiết nhưng các mô hình này không có nhiều cử động.

## Đón nhận
Bộ anime này không được đón nhận nồng nhiệt lắm khi phát sóng tại Nhật Bản nhưng tại phương Tây thì bộ anime lại được đón nhận với lượng người xem thành công hơn hẳn. Sato Keiichi đã nói "Đúng như chúng tôi dự đoán", ám chỉ kế hoạch bộ anime này sẽ thành công ở nước ngoài.
Hầu hết đánh giá khen bộ anime này là từ ngoài Nhật Bản với các nhận xét như "Cú hích", "Kiểu dáng đẹp", "Phong cách", "Sang trọng" và trên hết là "Ấn tượng" để mô tả nghệ thuật của tác phẩm. Nhiều người xem đã chỉ ra những điểm giống nhau của bộ anime này với các tác phẩm như Batman, Giant Robo, các tác phẩm của Asimo Isaac, Metropolis, James Bond và Cowboy Bebop. Việc đó làm cho tác phẩm có ảm giác giống như một phiên bản phái sinh nhưng The Big O vẫn có những đặc điểm mà các anime khác không có với thiết kế độc đáo.
Bộ anime đầu được đánh giá tốt ở thị trường nước ngoài. Chris Beveridge đã đánh giá A- cho bộ băng 1 và 2, B+ cho bộ băng 3 và 4. Mike Toole tại Anime Jump đã đánh giá bộ anime này là 4.5/5 sao, trong tại Anime Academy thì đánh giá bộ anime 83 điểm và tác phẩm giành được điểm cao vì "Độc đáo", các nhân vật "Thú vị" và cử động "Tuyệt vời". Nhưng những nhà phê bình và người hâm mộ lại đồng ý là kết thúc của bộ anime này quá lưng chừng và lủng lẳng. Kết quả là tất cả đề nghị Cartoon Network đàm phán với hãng sản xuất để hoàn tất và phát nốt phần còn lại.
Khi bộ anime thứ hai phát sóng thì nó nhận được đón nhận còn lớn hơn nữa nhất là về hình ảnh. Nó được đánh giá "Chất lượng tương đương OVA" với hình ảnh "Tươi và chi tiết hơn nhiều". Dù xử lý được các vấn đề với hình ảnh trong bộ đầu tiên thì các trận chiến giữa các người máy khổng lồ vẫn gây "dị ứng" cho một số người thì những người khác lại xem nó là "tuyệt đỉnh".